# Niedersonthofener See
Der Niedersonthofener See ist ein See im Landkreis Oberallgäu in Bayern.
Er hat sich in einer Rinne gebildet, die eine Zunge des Illergletschers in der Landschaft hinterlassen hat. Der See ist 135,30 Hektar groß und entwässert über den Oberinselsee (kein eigener See, sondern der nordöstliche Teilbereich des Niedersonthofener Sees), Mitterinselsee und Unterinselsee in den Waltenhofener-Bach, der schließlich in die Iller mündet. Zusammen mit diesen beiden Nachbarseen fällt er unter den Oberbegriff Niedersonthofener Seen, die eine Gesamtfläche von 162 Hektar und ein Volumen von 14,818 Millionen Kubikmetern aufweisen. Der Oberinselsee ist durch eine 100 Meter breite Engstelle vom Hauptteil des Niedersonthofener Sees abgesetzt. Er ist 680 Meter lang von Süden nach Norden, und bis zu 260 Meter breit, bei einer Fläche von 13 Hektar. In den Mitterinselsee mündet im Westen der Schwarze Graben. Der Unterinselsee wird auch Herzmannser Weiher genannt, nach dem südöstlich gelegenen Weiler Herzmanns.
Der See befindet sich auf dem Gebiet der Gemeinde Waltenhofen. Der Großteil des Sees gehört zur Gemarkung Martinszell im Allgäu, während der Oberinselsee im Osten zur Gemarkung Memhölz gehört, die sich ansonsten entlang des Nordufers erstreckt. Mit seinem schmalen Westufer grenzt der See an die Gemarkung Niedersonthofen.
Die Ortsteile Niedersonthofen (Westen), Oberdorf mit dem Ortsteil Kurzberg (Südosten) und Zellen (Norden) liegen unmittelbar am See, der am Fuß des 1063 m hohen Stoffelbergs liegt. Am Mitterinselsee liegt das Pfarrdorf Memhölz.
Der Niedersonthofener See ist zum Baden, Angeln, Rudern, Segeln und Surfen geeignet und verfügt über vier offizielle Badeplätze, die kostenfrei benutzt werden können. Zwei davon, Oberdorf und Niedersonthofen, sind mit Beachvolleyballplätzen ausgestattet. Auch zwei Campingplätze befinden sich unmittelbar am See. Ein Rundwanderweg von etwa sieben Kilometer Länge führt am Ufer entlang, das im nördlichen Teil in Streuwiesen übergeht. Hier haben sich zahlreiche selten gewordene Pflanzenarten wie etwa Sonnentau, Sumpf-Stendelwurz und Wasserschlauch erhalten. Der See bietet zudem vielen Wasservögeln wie dem Gänsesäger und dem Haubentaucher ein Refugium. 
Im Winter wird der See mitunter von Schlittschuhläufern genutzt. Er ist aber auf Grund der Klimaerwärmung in den letzten Jahren nur noch selten komplett zugefroren.

## Insel
Bei Memhölz befindet sich der Weiler Insel, einst eine Insel im nun stark verlandeten See. Dort befand sich einst ein Schloss des Fürstabts von Kempten. In den Sommermonaten befindet sich dort ein Bootsverleih.

## Zellen
Der Ortsname Zellen weist auf eine ehemalige Mönchszelle hin. Am Seeufer bei Zellen befand sich eine Pfarrkirche Zellin, der Ort gehörte 1356 zu Linsen wie eine Tafel dort anzeigt.

Der Weiler Zellen am Niedersonthofener See
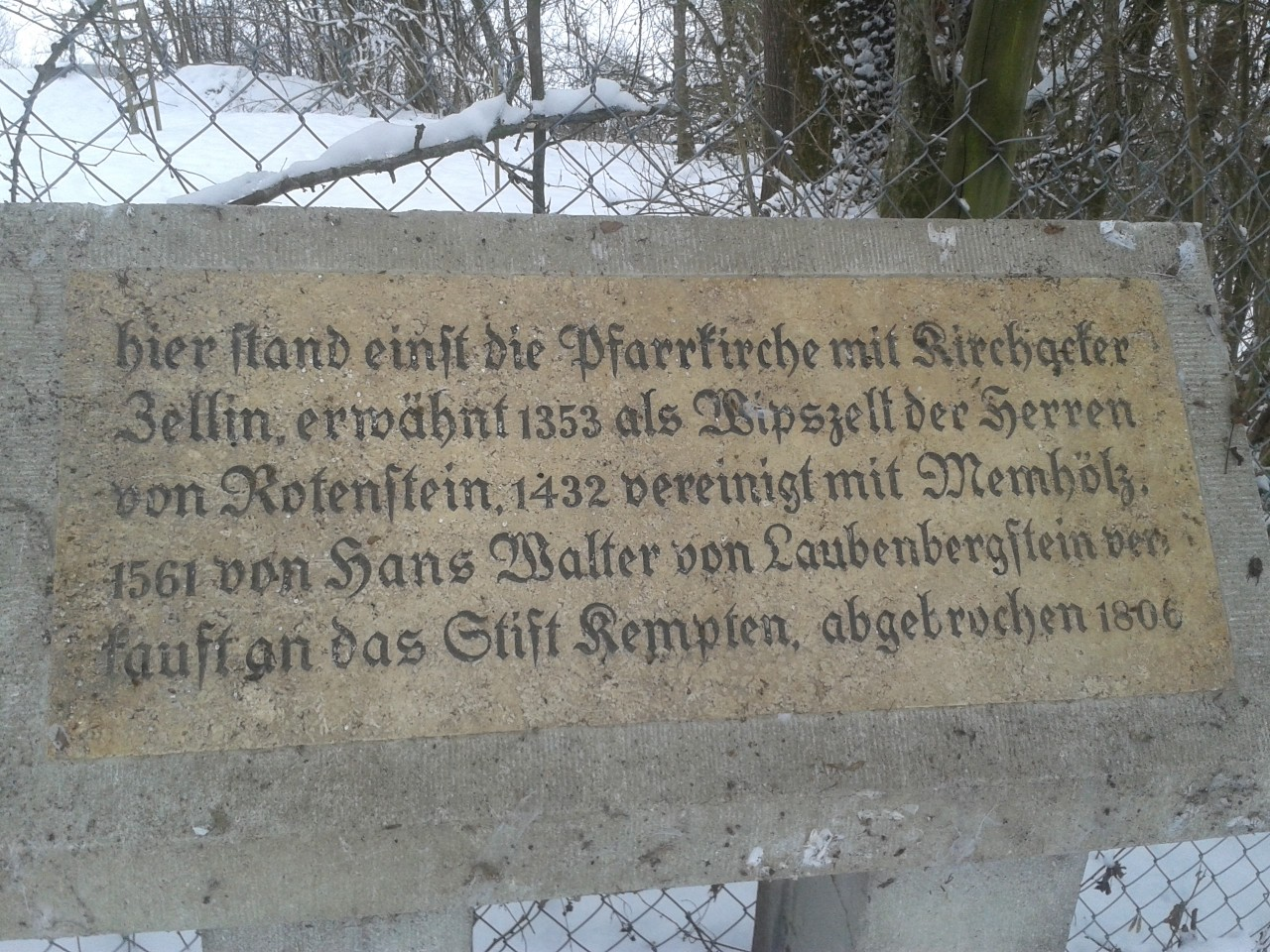
Hinweistafel bei Zellen

## Bilder

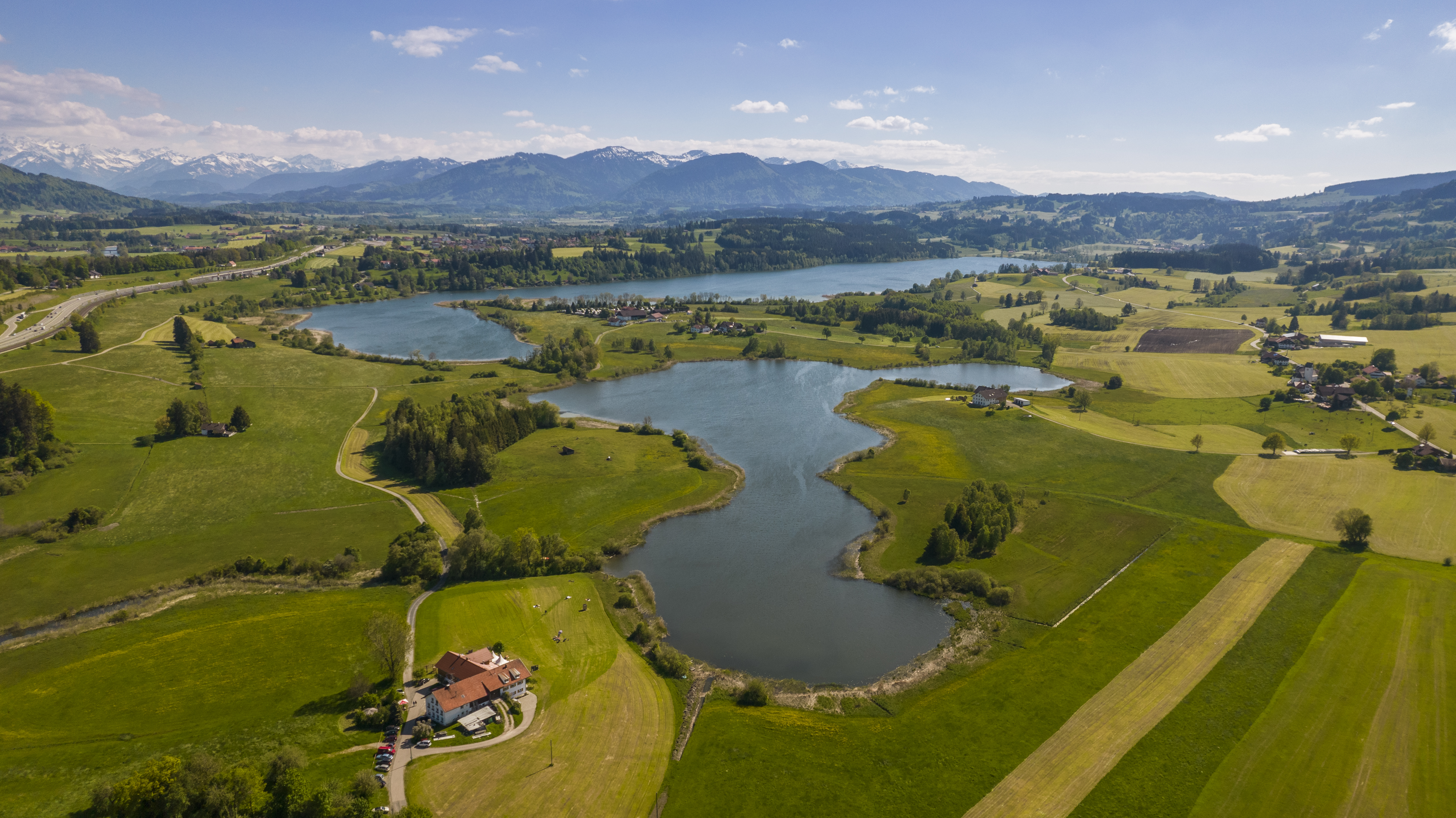
Niedersonthofener See von Nordosten aus der Luft gesehen
Blick auf Niedersonthofen vom See, im Hintergrund der Stoffelberg
Blick auf den See von Nordwesten
Blick auf „Insel“ im Niedersonthofener See